# WASP-17b

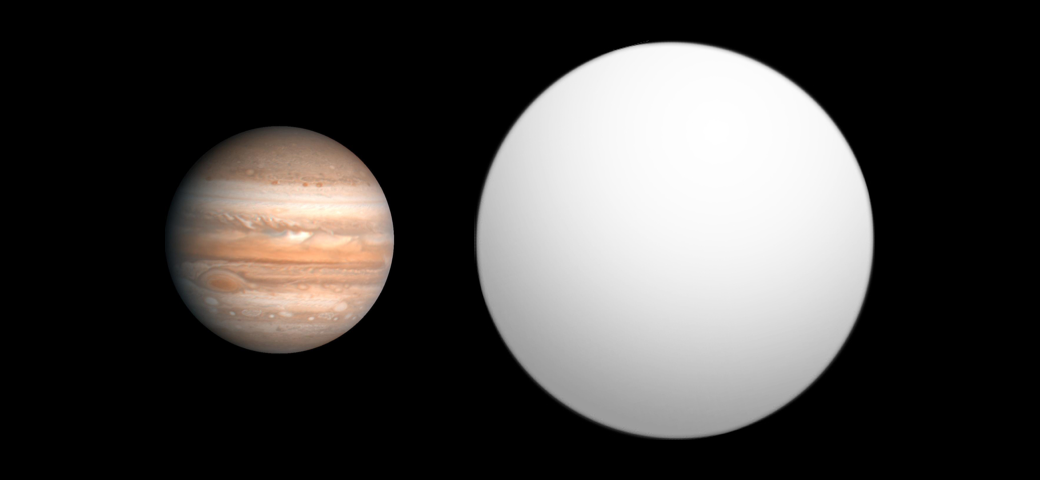

WASP-17b는 2009년에 발견된 외계 행성이며 최초로 발견된 역행행성이다.

## 발견
WASP-17b는 영국의 광역행성추적(WASP) 프로젝트 팀과 스위스 제네바 천문대 연구진이 발견해낸 계외 행성으로서 이 행성은 지구에서 약 1천 광년 정도 떨어져 있다. 발견에는 남아프리카 천문학 천문대 소재 망원경이 사용되었다.

## 공전궤도 역방향 행성
새로 태어난 별 주위를 원반 모양으로 돌고 있는 남은 물질로부터 행성이 태어나기 때문에 행성의 궤도는 모항성의 궤도와 공전방향이 같게 된다는 게 기존의 정설이었다. 그러나 WASP-17b는 모항성 WASP-17과 반대방향으로 도는 역행행성으로 이 별의 발견은 기존의 정설을 완전히 뒤집은 첫 행성이 되었다. 이 행성이 역행 행성이 된 이유는 정확하진 않지만 공전 도중 WASP-17b는 같은 행성계의 큰 행성과 매우 근접하여 이 행성의 중력과 상호작용, 충돌 직전까지 가게 되었으며 마치 새총처럼 튕겨나게 되어 이런 돌연변이 궤도에 들어서게 된 것으로 추측하고 있다.(해왕성과 트리톤의 관계를 생각하면 쉬울 것이다)

## 물리적 특징
WASP-17b의 질량은 목성의 절반 정도, 크기는 2배, 밀도는 지구의 70분의 1에 불과한데 질량에 비해 크기가 큰 것으로 보아 WASP-17b는 모항성에 매우 가까운 위치에서 돌고 있으며 모항성의 열로 인해 대기가 상당히 부풀어 있음을 추측할 수 있다.
WASP-17b는 타원궤도 가스행성이면서 뜨거운 목성에 속하고, 부푼 행성으로도 볼 수 있다.

## 같이 보기
- HAT-P-7 b
- TrES-4b
- 극단적인 외계 행성 목록

## 참고 문헌
1. ↑  “Planet: WASP-17 b”. 《The Extrasolar Planet Encyclopedia》. 2009년 8월 15일에 확인함.
2. ↑  D. R. Anderson;  외. “WASP-17b: an ultra-low density planet in a probable retrograde orbit”. Cornell University Library. 2009년 8월 15일에 확인함.
3. ↑  Paul Rincon (2009년 8월 13일). “New planet displays exotic orbit”. BBC 뉴스. 2009년 8월 15일에 확인함.